# الهیات مسیحی

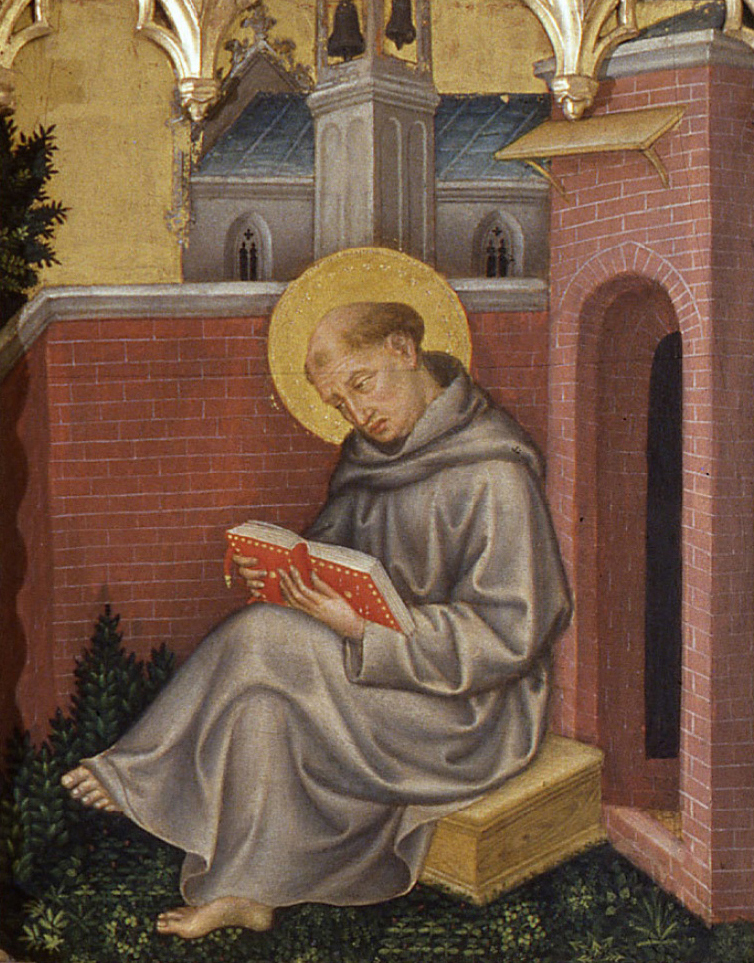
تامس اکویناس

الهیات مسیحی تشکیلاتی است که در پی ساختن نظامی مرتبط از باور و رسوم مسیحی است. این کار اساساً مبتنی بر متون عهد قدیم و عهد جدید و نیز تاریخ سنن مسیحیان است. الهیون مسیحی از تفسیر، تحلیل منطقی و استدلال برای شفاف سازی، کشف، فهم، تاویل، نقد دفاع یا ترویج مسیحیت استفاده می‌کنند.

## دیدگاه‌های مسیحی
- راست مسیحی
- مسیحیت لیبرال
  - مسیحیت مترقی
- مسیحیت میانه‌رو
- ناسیونالیسم مسیحی

## سنت‌های مسیحی
الهیات مسیحی به طور قابل توجهی در شاخه‌های اصلی سنت مسیحی متفاوت است: کاتولیک، ارتدکس و پروتستان. هر یک از این سنت ها رویکردهای منحصر به فرد خود را در آداب کلیسا و تشکیلات دارند.
- کاتولیک
- اردتدکس
- پروتستان